# Nicky Vankets
Nicky Vankets (Diest, 12 mei 1979) is een Vlaamse modeontwerper.
Hij studeerde aan het Londense College of Fashion. Hij ontwerpt voor mannen en vrouwen. Hij werd bekend met bruidskleding, maar ontwerpt ook andere kledij, schoenen en juwelen.
Sedert 2009 is er in Hasselt een "Nicky Vankets Concept Store".  Vanaf 2010 was er ook conceptstore in Antwerpen. 
In oktober 2011 huwde hij zijn vriend.

## Werk
Zijn ontwerpen worden geproduceerd in zijn eigen atelier in Hasselt. Van daaruit worden al zijn collecties verdeelt over heel de wereld. Op 16 oktober 2021 stelden Nicky Vankets en Cilem Tunc hun nieuwe collectie voor aan het publiek in de discotheek Carré.
Sinds begin 2024 ontwerpt hij kleding voor Dennis Black Magic, een pornoproducent en veroordeeld zedendelinquent.

## Enkele bekende ontwerpen
- Muziek: kleding voor 2 Fabiola, De Romeo's en podiumkledij die Belle Pérez droeg tijdens Eurosong 2006.
- Bruidsjurken voor onder andere Kim Clijsters, Truus Druyts, Anouk Matton, Tiffany Talpe, Cilem Tunc en Yanina Wickmayer.
- De jurk die Ellen Petri droeg tijdens de Miss World-verkiezing in 2004. Hiervoor ontving hij een prijs voor World's Top Fashion Designer.[3]
- In 2023 dragen onder meer Camille, Nathalia, Dana Winner en prinses Delphine Boël zijn ontwerpen tijdens publieke optredens.
- Vankets verscheen van 2006 tot en met 2013 verschillende keren - als zichzelf - in de televisieserie Familie. Hij ontwierp onder meer de trouwjurk van Marie-Rose.
- 2024, collectie voor pornoproducent Dennis Black Magic.